# Ян ван Гемессен
Ян ван Гемессен (нід. Jan van Hemessen, справжнє ім'я Jan Sanders; 1500, Геміксем, поблизу Антверпена — до 1566, Гарлем) — фламандський художник, який писав картини у період Ренесансу. Ван Гемессен спеціалізувався на сценах людських пороків, таких як марнославство і жадоба.

## Життєпис
Повне ім'я його Ян Садерс ван Гемессен. У 1519 ван Гемессен розпочав навчання у Гендріка ван Клеве, побував в Італії і став майстром в 1524 р. Близько 1530 року побував в Італії, про що згадує Джорджо Вазарі. У 1548 він був призначений деканом гільдії Святого Луки в Антверпені, а в 1550 р. переїхав до Гарлема, де помер до 1556 р. 

## Творчість
Підписані картини Гемессена датуються 1531–1557 роками.  Ван Гемессен писав картини великих розмірів на релігійні сюжети в консервативній манері і в стилі Старшого Брейгеля і Квентіна Массейса, хоча і не зміг досягти їхнього рівня. Він надавав релігійним сценам побутову забарвлення. Його творчість носила монументальний характер з явно вираженим об'ємом, сміливими ракурсами, безладними рухами, гротескними деталями, інтенсивними і контрастними кольорами, часом дисгармонійними.
Він також був портретний художник, який вплинув на свою доньку ( див. Катерина ван Гемессен )так, що вона також стала художницею Північного Відродження.

## Галерея

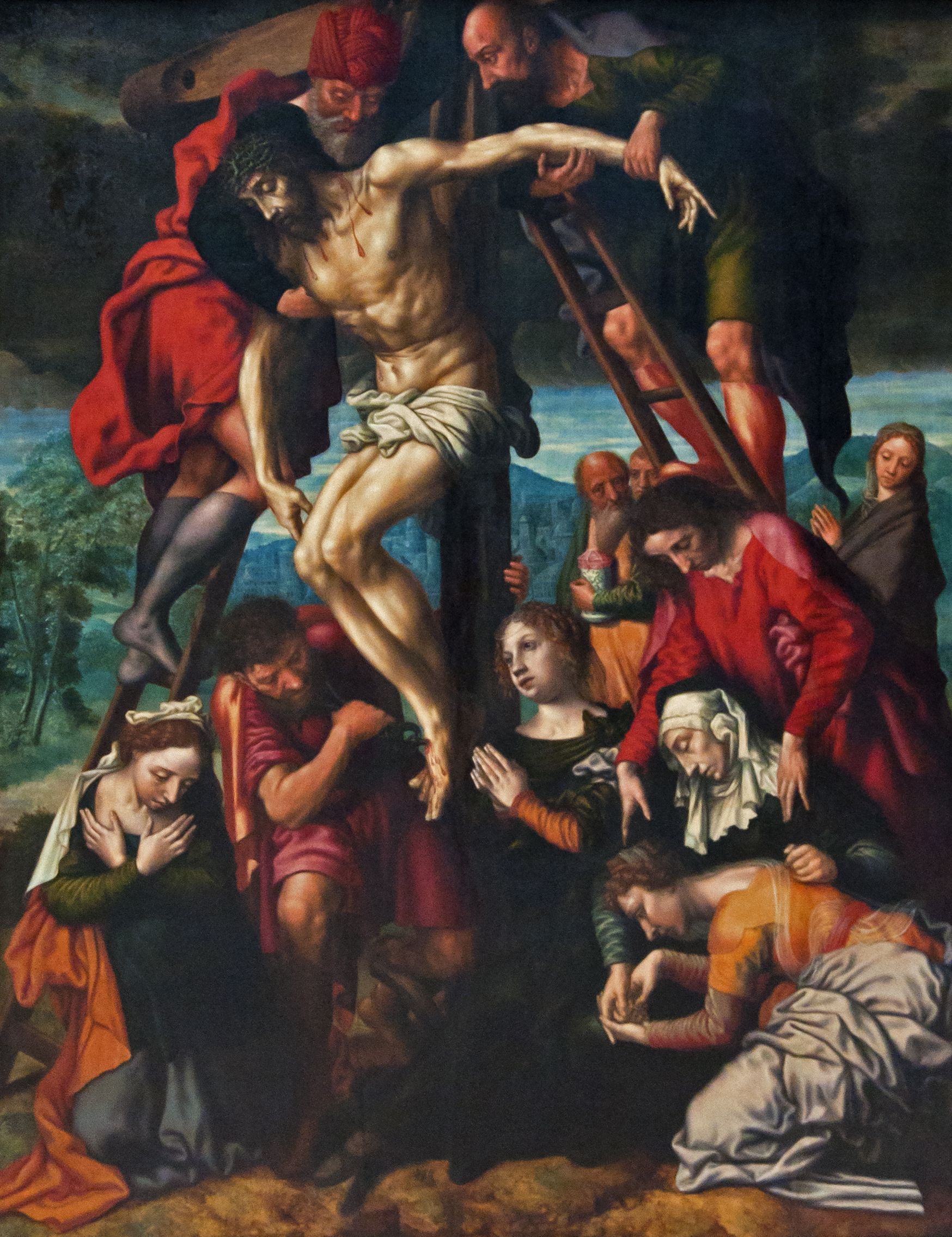
«Ісуса знімають з хреста»

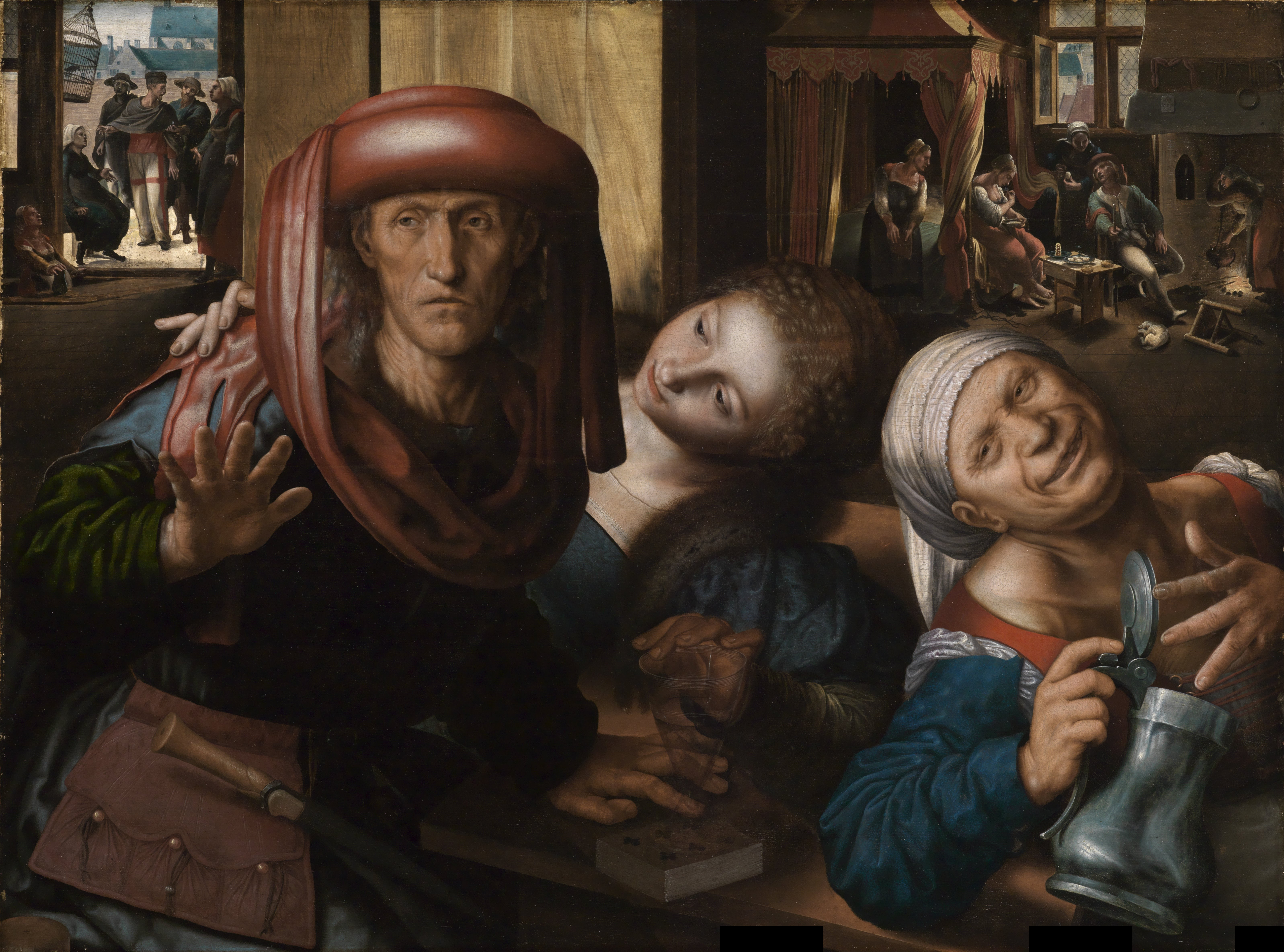
Весела компанія. Ок. 1545-1550. Кунстгалле. Карлсруе
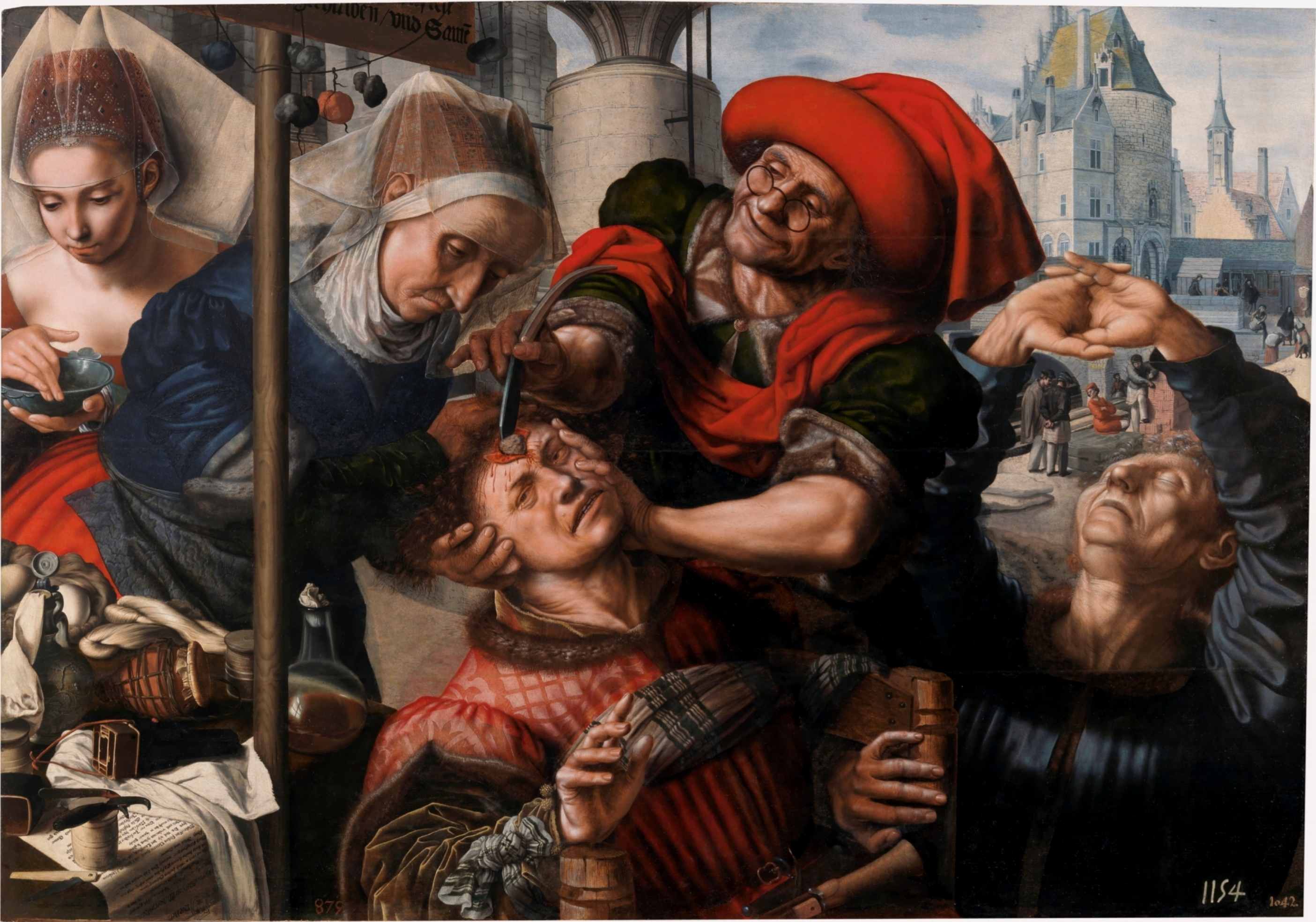
Виймання каменів дурості. 1545–1550. Музей Прадо. Мадрид
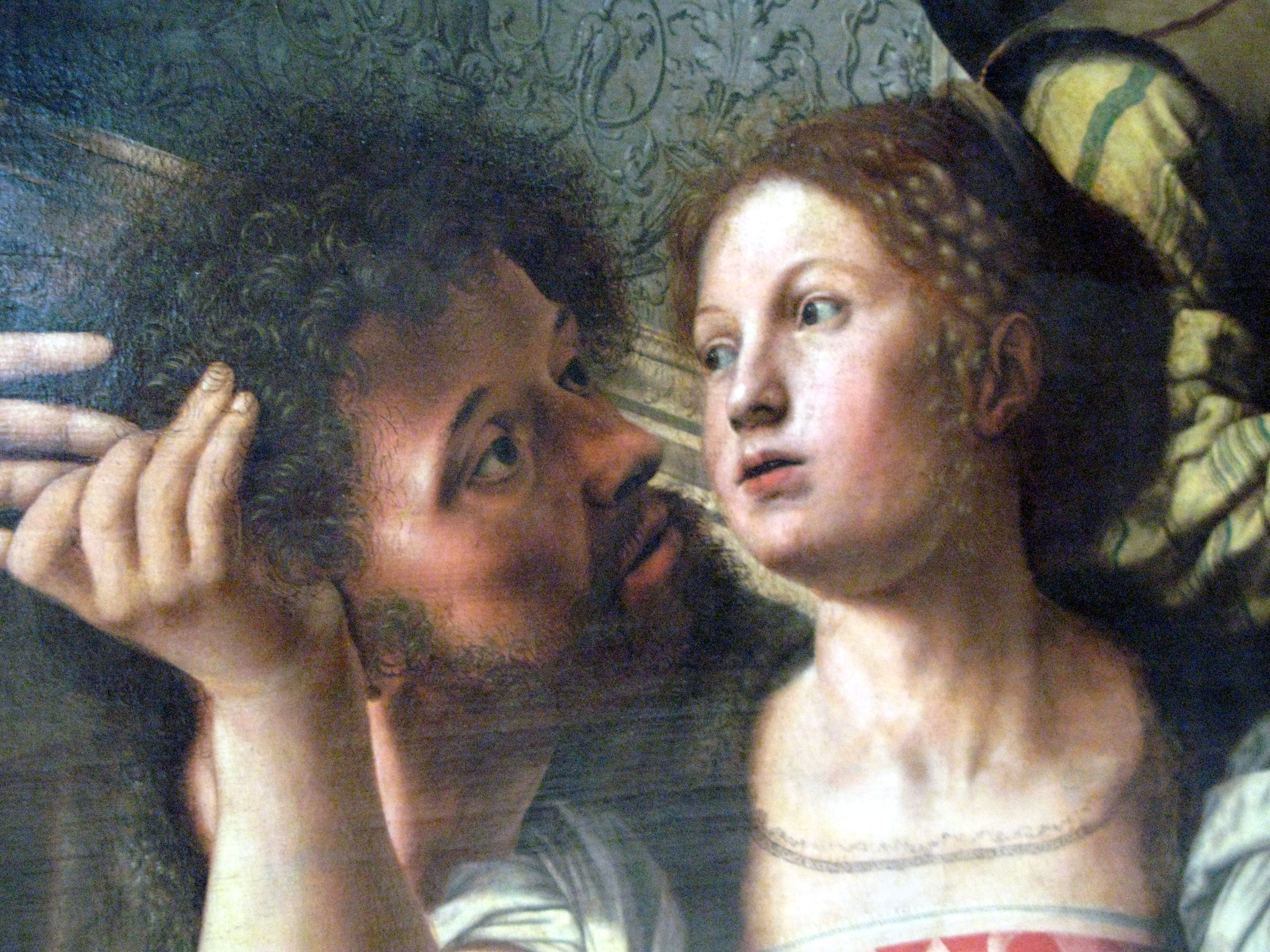
Притча про блудного сина.
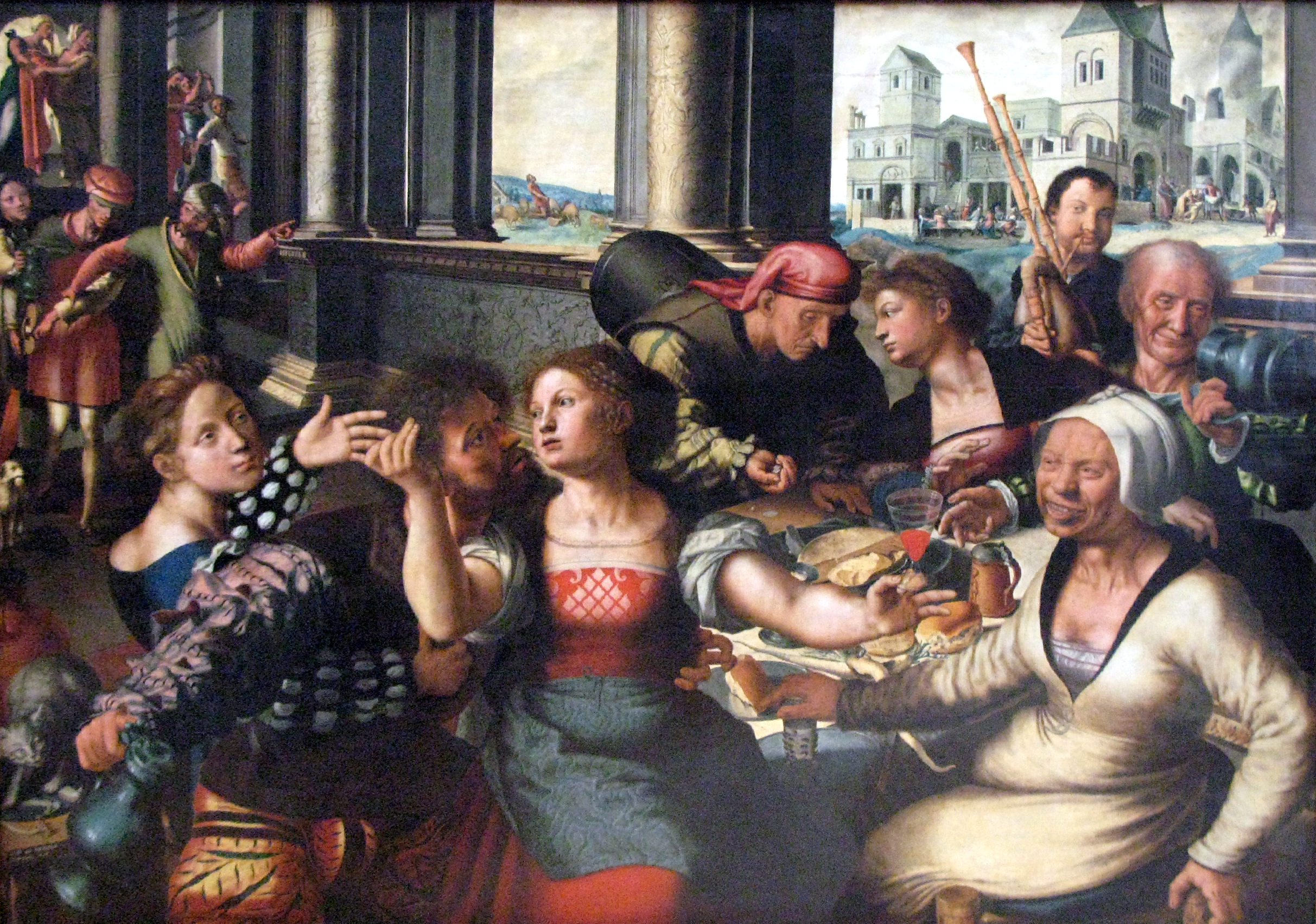
Притча про блудного сина. Musees Royaux des Beaux-Art, Брюссель
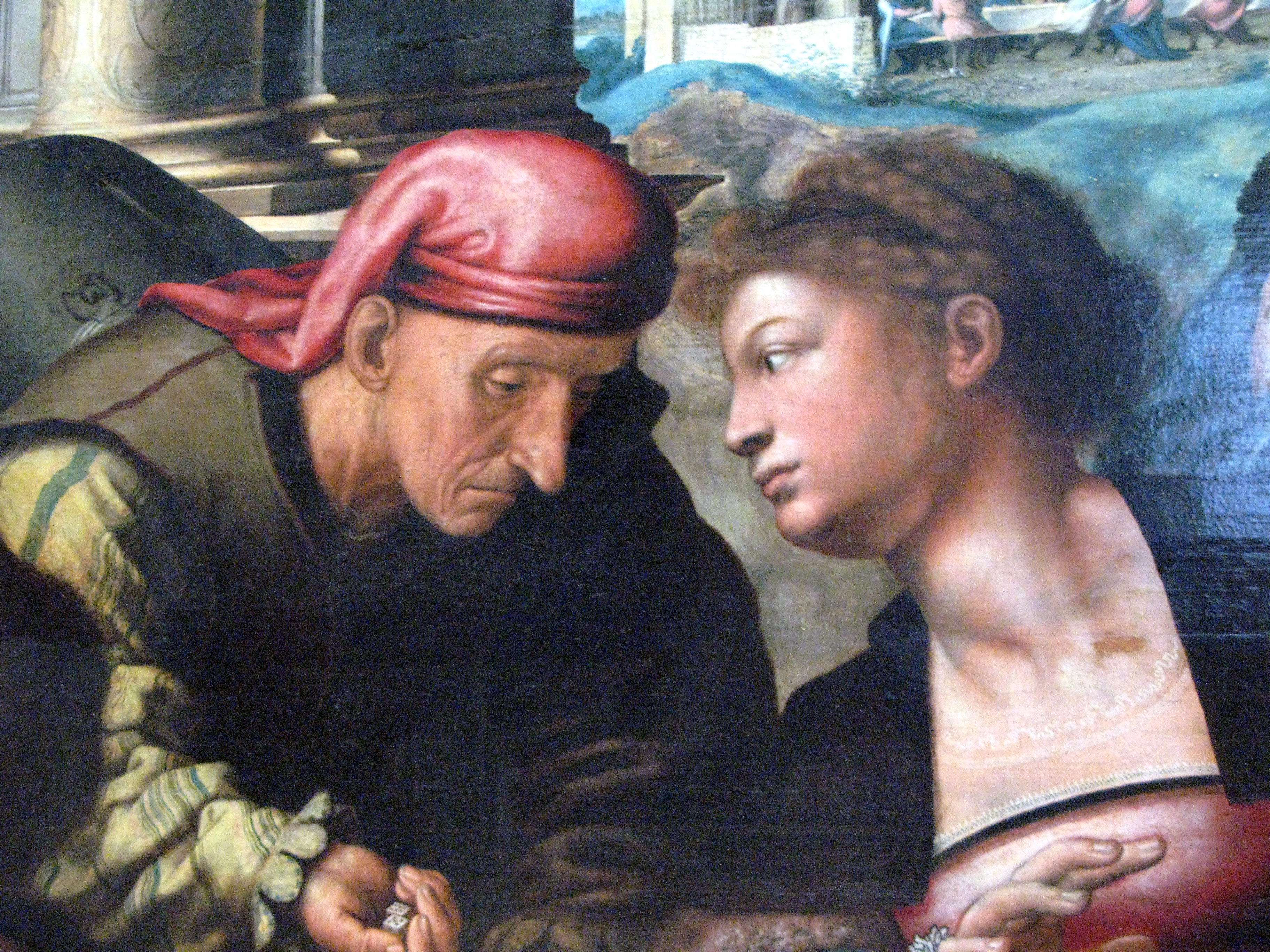
Притча про блудного сина.
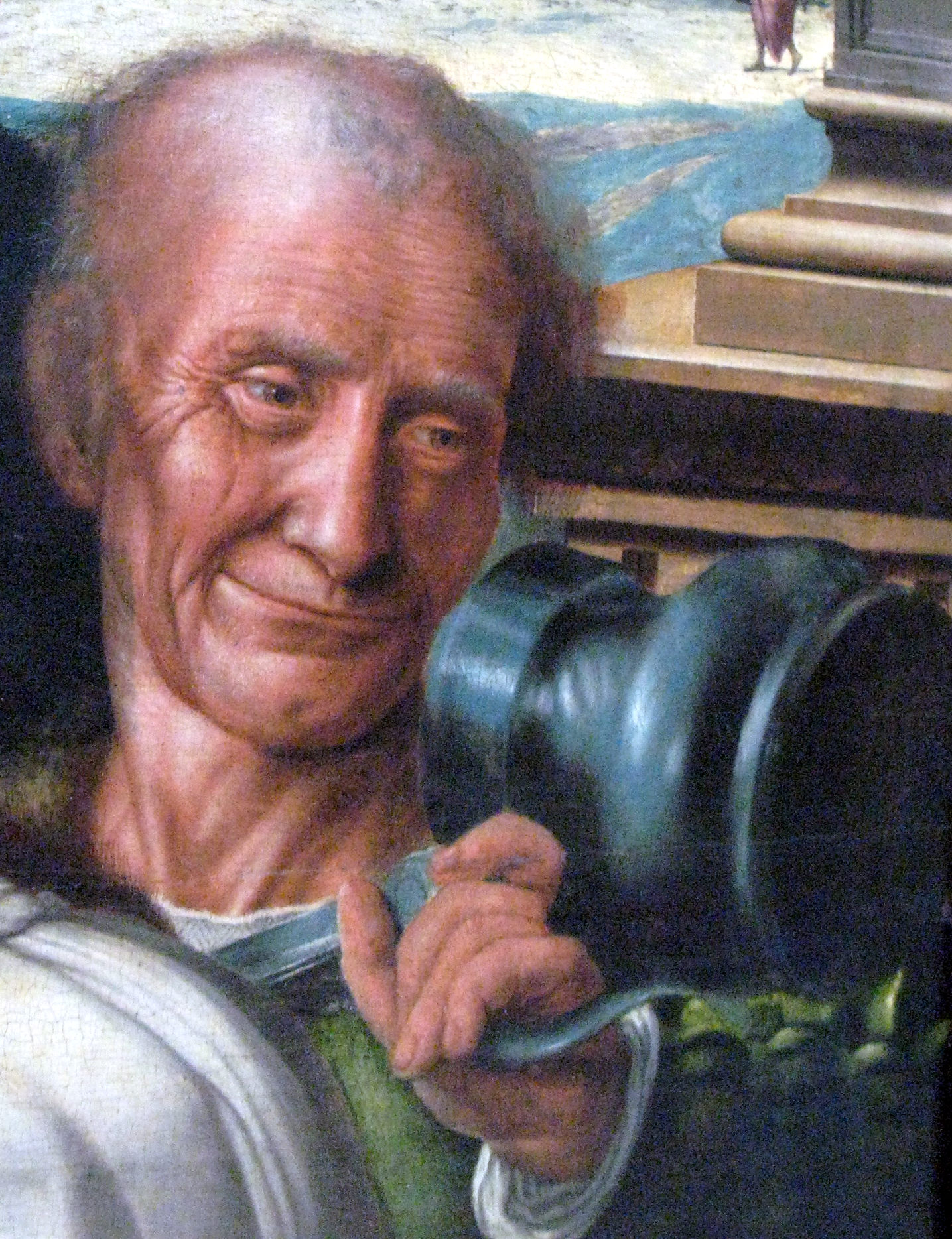
Притча про блудного сина.
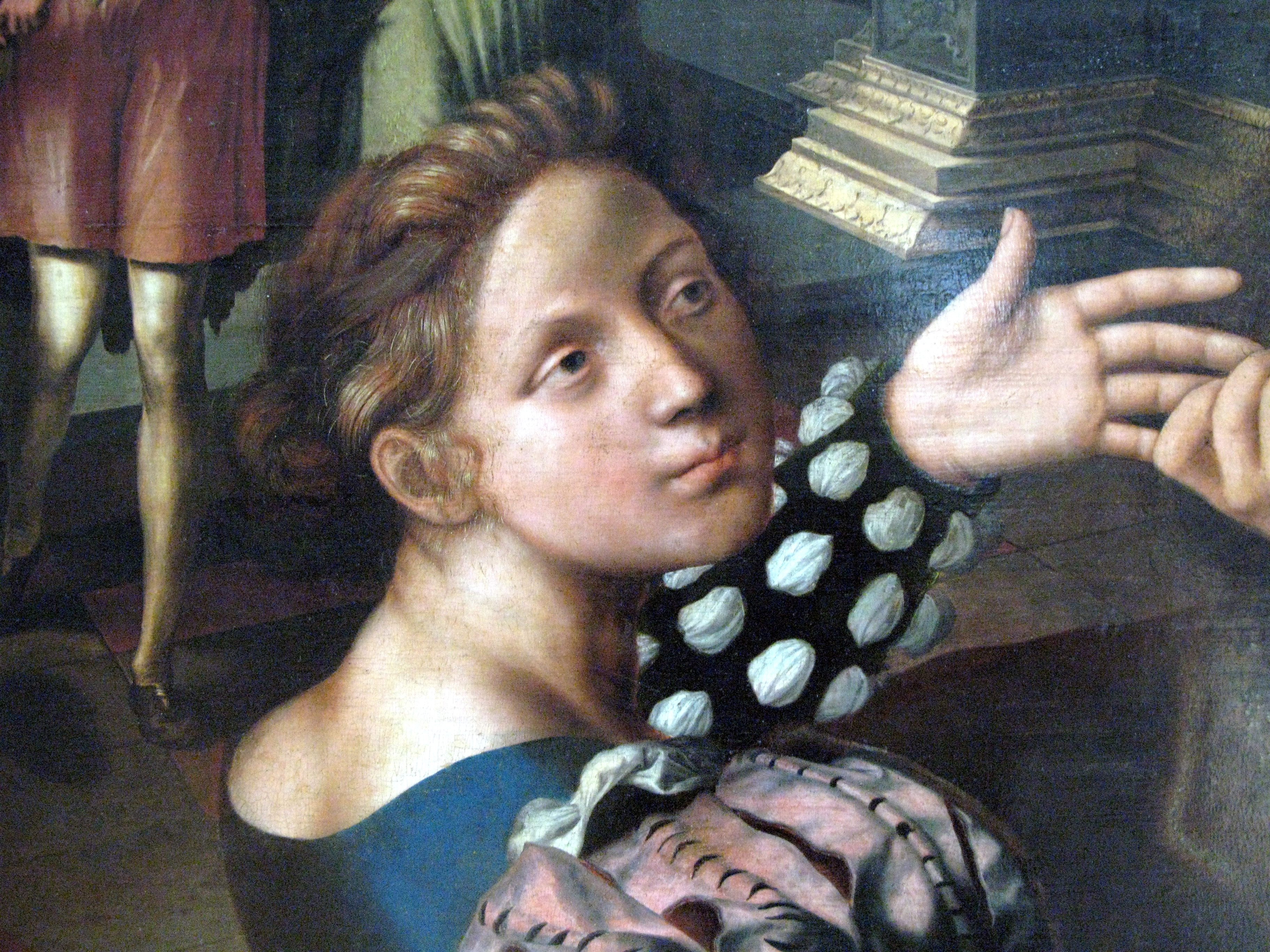
Притча про блудного сина.
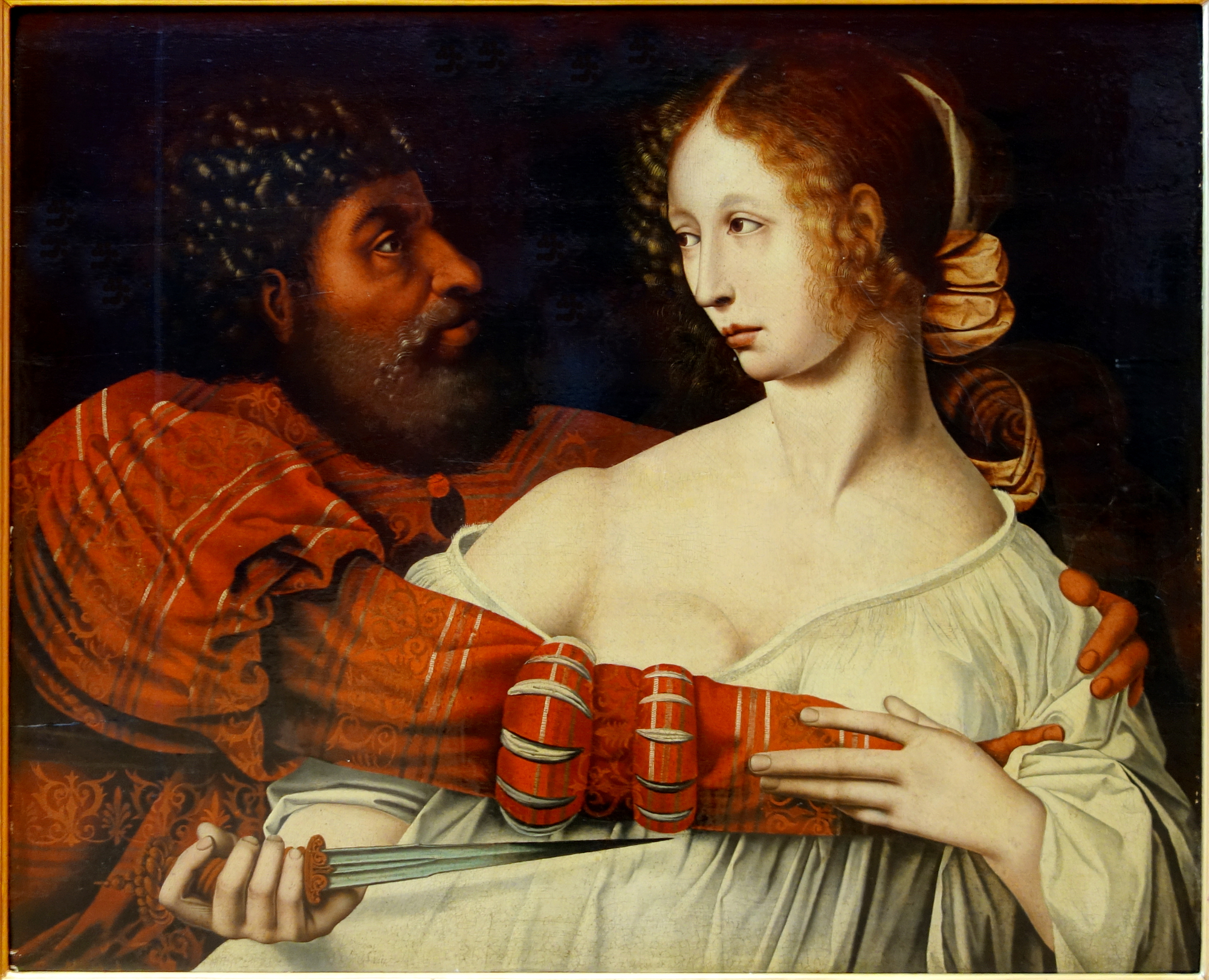
Tarquin et Lucretia.
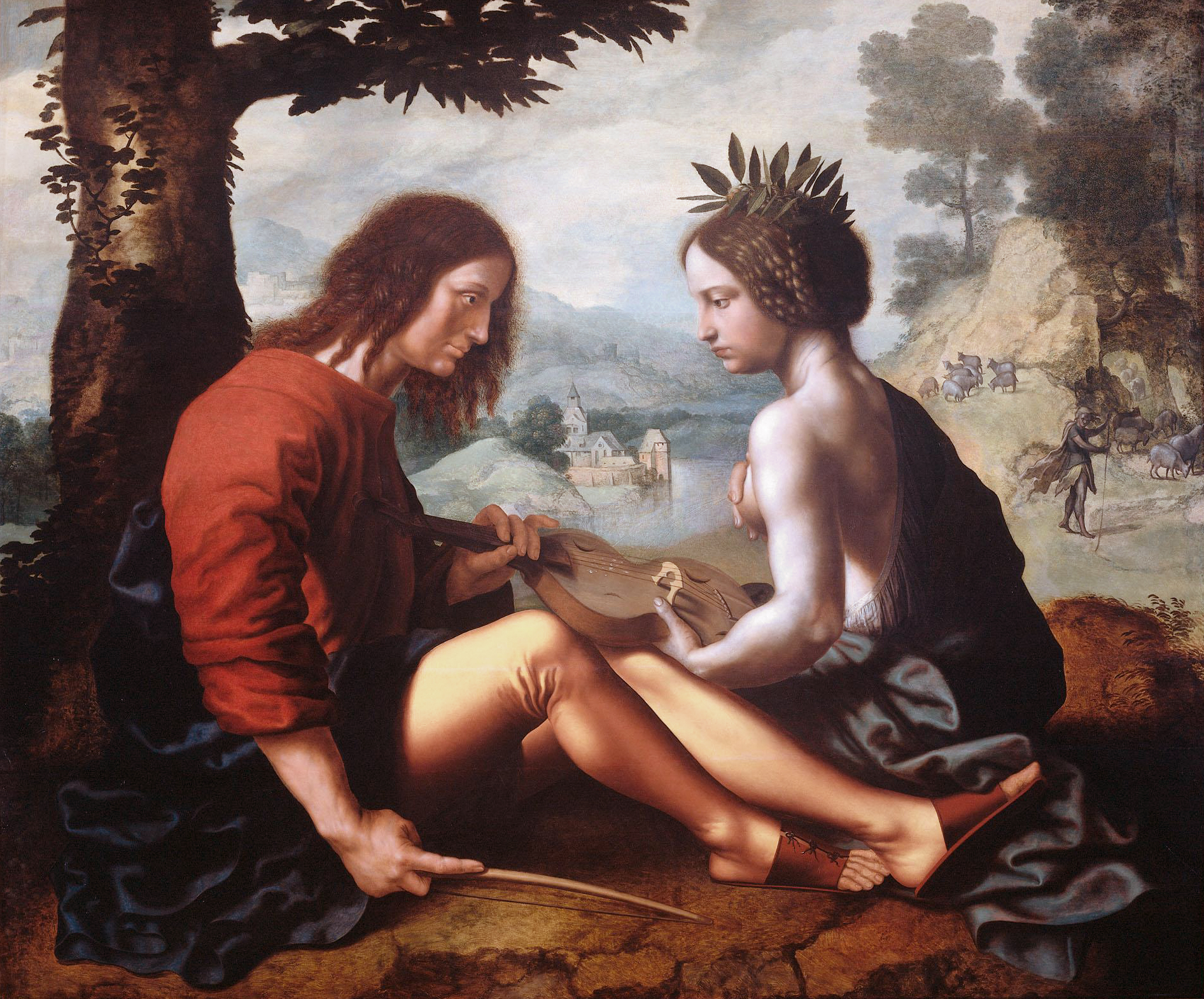
Алегорія.

## Джерело
- Kemperdick, Stephan. The Early Portrait, from the Collection of the Prince of Liechtenstein and the Kunstmuseum Basel. Munich: Prestel, 2006. ISBN 3-7913-3598-7